# Schistidium subflaccidum
Schistidium subflaccidum là một loài Rêu trong họ Grimmiaceae. Loài này được (Kindb.) H.H. Blom mô tả khoa học đầu tiên năm 2006.